# Cryptostylis
Cryptostylis es un género de orquídeas . Tiene 23 especies. Es originario de las regiones tropicales y subtropicales de Asia y oeste del Pacífico.

## Descripción
Son plantas de hábitos terrestres, perennes y glabras, sin tubérculos, con largas raíces carnosas glabras, sin hojas o con una, o unas pocas,  más largas que anchas, coriáceas, erectas, y pecioladas, a menudo de color rojizo; la inflorescencia es racemosa, con pocas o muchas flores que miden más de quince milímetros y no son resupinadas, y de pocos vistosos colores, con sépalos y pétalos reducidos, similares pero ligeramente diferentes, más pequeños los pétalos  y labio fijo e inamovible , mucho mayor que los demás segmentos; la columna corta y  con cuatro polinios.

## Taxonomía
El género fue descrito por Robert Brown  y publicado en Prodromus Florae Novae Hollandiae 317. 1810.

## Lista de especies
1. Cryptostylis acutata J.J.Sm., Bull. Jard. Bot. Buitenzorg, III, 3: 243 (1921)
2. Cryptostylis apiculata J.J.Sm., Meded. Rijks-Herb. 23: 2 (1915)
3. Cryptostylis arachnites (Blume) Hassk. in C.L.Blume, Coll. Orchid.: 133 (1859)
4. Cryptostylis arfakensis J.J.Sm., Repert. Spec. Nov. Regni Veg. 11: 553 (1913)
5. Cryptostylis carinata J.J.Sm., Repert. Spec. Nov. Regni Veg. 11: 134 (1912)
6. Cryptostylis clemensii (Ames & C.Schweinf.) J.J.Sm., Mitt. Inst. Allg. Bot. Hamburg 7: 17 (1927)
7. Cryptostylis concava Schltr., Repert. Spec. Nov. Regni Veg. 16: 42 (1919)
8. Cryptostylis conspicua J.J.Sm., Bull. Jard. Bot. Buitenzorg, III, 3: 247 (1921)
9. Cryptostylis erecta R.Br., Prodr.: 317 (1810)
10. Cryptostylis filiformis Blume, Coll. Orchid.: 134 (1859)
11. Cryptostylis gracilis Schltr., Repert. Spec. Nov. Regni Veg. 16: 103 (1919)
12. Cryptostylis hamadryas Schltr., Repert. Spec. Nov. Regni Veg. 16: 103 (1919)
13. Cryptostylis hunteriana Nicholls, Victorian Naturalist 54: 182 (1938)
14. Cryptostylis javanica J.J.Sm., Bull. Jard. Bot. Buitenzorg, III, 3: 245 (1921)
15. Cryptostylis lancilabris Schltr., Bot. Jahrb. Syst. 58: 54 (1922)
16. Cryptostylis leptochila F.Muell. ex Benth., Fl. Austral. 6: 334 (1873)
17. Cryptostylis ligulata J.J.Sm., Bot. Jahrb. Syst. 66: 163 (1934)
18. Cryptostylis maculata (J.J.Sm.) J.J.Sm., Nova Guinea 14: 341 (1929)
19. Cryptostylis ovata R.Br., Prodr.: 317 (1810)
20. Cryptostylis sigmoidea J.J.Sm., Repert. Spec. Nov. Regni Veg. 11: 553 (1913)
21. Cryptostylis sororia Schltr., Repert. Spec. Nov. Regni Veg. 16: 104 (1919)
22. Cryptostylis subulata (Labill.) Rchb.f., Beitr. Syst. Pflanzenk.: 15 (1871)
23. Cryptostylis taiwaniana Masam., Trans. Nat. Hist. Soc. Taiwan 23: 208 (1933)